# Bupleurum asperuloides
Bupleurum asperuloides är en flockblommig växtart som beskrevs av Theodor Heinrich von Heldreich. Bupleurum asperuloides ingår i släktet harörter, och familjen flockblommiga växter. Inga underarter finns listade i Catalogue of Life.